# Leszek Kowalewski (wojskowy)
Leszek Kowalewski ps. „Czarny”, „Leszek”, „Tomasz”, „Tomasz Twardy” (ur. 27 sierpnia 1910 we Włocławku, zm. 27 lipca 1943 w Warszawie) – porucznik rezerwy artylerii Wojska Polskiego.

## Życiorys
Urodził się 27 sierpnia 1910 w rodzinie Leona (urzędnika miejskiego) oraz Marii z Brudzewskich (nauczycielki). Uczył się w Warszawie od 1925 na Wydziale Drogowo–Budowlanym Państwowej Średniej Szkoły Technicznej Kolejowej, a po jej ukończeniu otrzymał w czerwcu 1931 dyplom technika drogowo–budowlanego. Od sierpnia 1931 do czerwca 1932 odbył jednoroczną służbę wojskową w Szkole Podchorążych Rezerwy Artylerii we Włodzimierzu Wołyńskim. Po zakończeniu służby pracował w Gdyni przy budowie linii kolejowej. Później był urzędnikiem w Zarządzie Miejskim we Włocławku i urzędnikiem w Gazowni Miejskiej w Warszawie.
W czasie kampanii wrześniowej 1939 pełnił obowiązki dowódcy plutonu w 8 pułku artylerii ciężkiej. W bitwie nad Bzurą został ranny i wzięty do niewoli, ale zbiegł z transportu do obozu jenieckiego i powrócił do Warszawy. Mieszkał podczas okupacji niemieckiej przy ul. gen. Józefa Zajączka. Od listopada 1939 roku brał czynny udział w konspiracji. W początkowym okresie swojej działalności należał do organizacji „Orzeł Biały”, którą założył E. Konieczny-Kowalewski, a następnie wyruszył na Lubelszczyznę z grupą partyzancką. Zdołał się wydostać razem z Tadeuszem Towarnickim z zasadzki, którą przygotował Konieczny i powrócili do Warszawy. Wstąpił tam do Związku Walki Zbrojnej, w którym został zastępcą Romana Rozmiłowskiego, a będącym dowódcą baterii artylerii 7 pułku piechoty „Madagaskar” – „Garłuch”. Zastępca Bohdana Rogolińskiego, który był dowódcą grupy likwidacyjnej Okręgu Warszawa-Miasto ZWZ i występował pod pseudonimami „Czarny” i „Leszek”. Uczestniczył z Romanem Rozmiłowskim 7 marca 1941 m.in. w głośnej akcji likwidacyjnej Igo Syma, a po wyjeździe Rogolińskiego do Lwowa dowodził przez pewien czas grupą. Od listopada 1941 był organizatorem i dowódcą grupy likwidacyjnej mającej kryptonim „Wapiennik”, a później „993/W” kontrwywiadu Oddziału II KG ZWZ-AK, występował wówczas pod pseudonimem „Tomasz Twardy”. Rozkazem L.65/BP z 11 listopada 1942 został mianowany na stopień porucznika rezerwy. Dowodził kilkudziesięcioma akcjami „Wapiennika” oraz uczestniczył w akcjach grupy likwidacyjnej Okręgu Warszawa. W późniejszym okresie podporządkowanej Obszarowi Warszawa AK, a dowodzonej przez R. Rozmiłowskiego.
21 lipca 1943 został aresztowany z bronią w ręku i osadzony na Pawiaku. Rozstrzelany 27 lipca tego roku. Pochowany na cmentarzu Powązki Wojskowe w Warszawie (kwatera B8-4-18).

## Awanse
- podporucznik – 1936,
- porucznik – 11 listopada 1942

## Ordery i odznaczenia
- Krzyż Srebrny Orderu Virtuti Militari – pośmiertnie, 19 lutego 1944